# Пернелл, Клайд
Клайд Пернелл (англ. Clyde Honeysett Purnell; 14 мая 1877 — 14 августа 1934) — английский футболист-любитель, чемпион Летних Олимпийских игр 1908 года.
Родился в городе Райд на острове Уайт в семье Джона и Эмили Пернелл.
Был заядлым спортсменом, занимался велоспортом, крикетом, санным спортом, лёгкой атлетикой, водным поло и бильярдом. В 1895 году в 18 лет стал капитаном Олимпийского спортивного клуба Лондона по крикету, регулярно играл в нём до 1902 года, выиграв несколько призов. С 1897 по 1902 год входил в команду, которая побеждала в соревнованиях по теннису. В лёгкой атлетике 7 лет подряд становился чемпионом страны по бегу на 100 ярдов. В 1905 году, играя за команду «Клэптон Ориент», выиграл серебряную медаль в Кубке Англии по футболу среди любителей (FA Amateur Cup), а в 1907 году завоевал этот Кубок. В финале против команды «Эстон Юнайтед» его команда выиграла 6:0, а Пернелл забил один гол.
Входил в состав сборной Великобритании, которая выиграла золотую медаль на олимпийском футбольном турнире в 1908 году. Клайд Пернелл на этом турнире забил 4 гола в матче со сборной Швеции, который окончился во счётом 12:1 в пользу Великобритании.
Позже был коммивояжёром одной из кембриджских фирм и неожиданно умер 19 августа 1934 года на ипподроме Фолкстон в графстве Кент, оставив вдову и сына.